# Liste der als Monument historique geschützten Luftfahrtinfrastruktur
Die Liste der als Monument historique geschützten Luftfahrtinfrastruktur führt die Bauwerke der Luftfahrtinfrastruktur in Frankreich auf, die als Monument historique geschützt sind.

## Liste der Bauwerke
| Bezeichnung                                                                          | Beschreibung                                           | Gemeinde                                               | Standort                                                     | Kennzeichnung | Schutzstatus | Datum     | Bild           |
| ------------------------------------------------------------------------------------ | ------------------------------------------------------ | ------------------------------------------------------ | ------------------------------------------------------------ | ------------- | ------------ | --------- | -------------- |
| Gebäude der Compagnie française d’Aviation (Flugschule)                              |                                                        | Angers                                                 | Avenue René Gasnier (Lage)                                   | PA49000042    | Inscrit      | 2004      |                |
| Leuchtfeuerturm Baziège                                                              |                                                        | Baziège                                                | Rue de l’Aéropostale (Lage)                                  | PA31000087    | Inscrit      | 2010      | weitere Bilder |
| Ehemalige Wache des Wasserflugplatzes Hourtiquets Hangar, Kontrollturm               |                                                        | Biscarrosse                                            | (Lage)                                                       | PA40000077    | Inscrit      | 2012      |                |
| Gebäude des Aéroclub de Doncourt-lès-Conflans Fassaden, Dächer, Schornsteine         |                                                        | Doncourt-lès-Conflans                                  | 2 chemin de l'Aérodrome (Lage)                               | PA54000016    | Inscrit      | 1999      |                |
| Terminal des Flughafens Le Bourget                                                   |                                                        | Dugny                                                  | Avenue du 8-Mai-1945 (Lage)                                  | PA00133016    | Inscrit      | 1994      | weitere Bilder |
| Luftschiffhangar Écausseville                                                        |                                                        | Écausseville                                           | (Lage)                                                       | PA50000012    | Classé       | 2003      | weitere Bilder |
| Ehemaliges Nationales Segelflugzentrum Montagne Noire Hangars, Kantinen, Landebahnen |                                                        | Labécède-Lauragais auch in Vaudreuille (Haute-Garonne) | (Lage)                                                       | PA11000040    | Inscrit      | 2009      |                |
| Hangar Y                                                                             | Teil der Domaine national de Meudon                    | Meudon                                                 | Avenue de Trivaux (Lage)                                     | PA00088117    | Classé       | 1972 2000 | weitere Bilder |
| Flugplatz Besançon–Thise Hangar                                                      |                                                        | Thise                                                  | (Lage)                                                       | PA25000056    | Classé       | 2007      | weitere Bilder |
| Flugzeugfabrik Latécoère von Montaudran Wartesaal, Landebahn, Fertigungswerkstatt    | Gebäude des ehemaligen Flugplatzes Toulouse-Montaudran | Toulouse                                               | Montaudran, 2 chemin Carrosse 55 avenue Louis-Breguet (Lage) | PA31000012    | Inscrit      | 1997      |                |